# Bryaninops yongei
Bryaninops yongei är en fiskart som först beskrevs av Davis och Cohen, 1969.  Bryaninops yongei ingår i släktet Bryaninops och familjen smörbultsfiskar. Inga underarter finns listade.